# 2Pac Live
2Pac Live – album koncertowy amerykańskiego rapera Tupaca Shakura, który został wydany pośmiertnie 6 sierpnia 2004 roku.

## Lista utworów
1. „Live Medley”
2. „Intro”
3. „Ambitionz Az a Ridah”
4. „So Many Tears”
5. „Troublesome”
6. „Hit ’Em Up”
7. „Tattoo Tears”
8. „Heartz Of Men”
9. „All Bout U”
10. „Never Call U Bitch Again”
11. „How Do U Want It”
12. „2 of Amerikaz Most Wanted”
13. „California Love”

## Inne oceny
- Strona RapReviews.com przyznała płycie ocenę 7,5 w 10 stopniowej skali[2].